# Gilberto Damiano
Gilberto „Giba” Damiano Maciel Júnior (ur. w grudniu 1976) – brazylijski trener piłkarski pochodzenia włoskiego.

## Kariera szkoleniowa
Damiano studiował wychowanie fizyczne na prywatnej uczelni Universidad Estácio de Sá w Rio de Janeiro, które ukończył w 2000 roku. W 2001 roku osiadł w Londynie, gdzie wyrobił kurs trenerski i wyspecjalizował się jako trener futsalu. Pracował jako szkoleniowiec w londyńskich klubach Helvécia Futsal Club (2012), London United Futsal (2012–2013) oraz Baku United FC, a także we Włoszech. Współpracował z walijskim Cardiff City FC (2012–2014). W 2013 roku wspólnie z Rodrigo Sousą założył w Londynie szkółkę futsalową Escolla Futsal. Pracował również jako nauczyciel wychowania fizycznego w londyńskich szkołach Kew House Independent School oraz Latymer Upper School.
W latach 2018–2019 Damiano był asystentem swojego rodaka Marcelo Serrano w reprezentacji Wysp Dziewiczych Stanów Zjednoczonych. W lipcu 2019 poprowadził reprezentację Wysp Dziewiczych Stanów Zjednoczonych U-23 w preeliminacjach do Igrzysk Olimpijskich w Tokio. Trzy miesiące później zastąpił Serrano na stanowisku selekcjonera pierwszej reprezentacji Wysp Dziewiczych Stanów Zjednoczonych.